# Stemmops
Stemmops is een geslacht van spinnen uit de  familie van de Theridiidae (kogelspinnen).

## Soorten
- Stemmops belavista Marques & Buckup, 1996
- Stemmops bicolor O. P.-Cambridge, 1894
- Stemmops cambridgei Levi, 1955
- Stemmops caranavi Marques & Buckup, 1996
- Stemmops carius Marques & Buckup, 1996
- Stemmops concolor Simon, 1897
- Stemmops cryptus Levi, 1955
- Stemmops forcipus Zhu, 1998
- Stemmops lina Levi, 1955
- Stemmops mellus Levi, 1964
- Stemmops nigrabdomenus Zhu, 1998
- Stemmops nipponicus Yaginuma, 1969
- Stemmops ornatus (Bryant, 1933)
- Stemmops orsus Levi, 1964
- Stemmops osorno (Levi, 1963)
- Stemmops questus Levi, 1955
- Stemmops salenas Marques & Buckup, 1996
- Stemmops servus Levi, 1964
- Stemmops subtilis (Simon, 1895)
- Stemmops vicosa Levi, 1964
- Stemmops victoria Levi, 1955